# كأس الخليج العربي 26
كأس الخليج العربي 26 أو خليجي 26 هي النسخة السادسة والعشرون من مسابقة كأس الخليج العربي، التي تقام كل سنتين بمشاركة المنتخبات الثمانية المنضوية في اتحاد كأس الخليج العربي لكرة القدم، والتي أقيمت في الكويت في الفترة بين 21 ديسمبر 2024 و 4 يناير 2025. تُوج المنتخب البحريني بهذه النسخة بعد فوزه على المنتخب العماني في المباراة النهائية بنتيجة 1–2.

## المنتخبات المشاركة
| الفريق                   | المشاركات | أفضل مشاركة سابقة                                                          | تصنيف الفيفا |
| الفريق                   | المشاركات | أفضل مشاركة سابقة                                                          | ديسمبر 2024  |
| ------------------------ | --------- | -------------------------------------------------------------------------- | ------------ |
| قطر                      | 26        | البطل (1992، 2004، 2014)                                                   | 48           |
| الإمارات العربية المتحدة | 25        | البطل (2007، 2013)                                                         | 63           |
| السعودية                 | 25        | البطل (1994، 2002، 2003)                                                   | 59           |
| العراق (حامل اللقب)      | 17        | البطل (1979، 1984، 1988، 2023)                                             | 56           |
| عمان                     | 24        | البطل (2009، 2017)                                                         | 80           |
| البحرين                  | 26        | البطل (2019)                                                               | 81           |
| اليمن                    | 11        | دور المجموعات (2003، 2004، 2007، 2009، 2010، 2013، 2014، 2017، 2019، 2023) | 158          |
| الكويت (المستضيف)        | 26        | البطل (1970، 1972، 1974، 1976، 1982، 1986، 1990، 1996، 1998، 2010)         | 134          |

### القرعة
أُجريت القرعة في 9 نوفمبر 2024 في مدينة الكويت في تمام الساعة السابعة مساءً بتوقيت الكويت، قُسمت الفرق الثمانية إلى مجموعتين، كل منهما تضم أربعة فرق، وذلك عن طريق اختيار فريق واحد من كل من الأوعية الأربعة المُصنفة. وحُدد تصنيف المنتخبات بناءً على تصنيف الفيفا المُحدّث في 24 أكتوبر.
| المستوى الأول                             | المستوى الثاني             | المستوى الثالث                                 | المستوى الرابع            |
| ----------------------------------------- | -------------------------- | ---------------------------------------------- | ------------------------- |
| - الكويت (المستضيف) - العراق (حامل اللقب) | - قطر (46) - السعودية (59) | - الإمارات العربية المتحدة (68) - البحرين (76) | - عمان (80) - اليمن (154) |

## الملاعب
| مدينة الكويت            | مدينة الكويت              |
| العارضية                | الصليبخات                 |
| ----------------------- | ------------------------- |
| ملعب جابر الأحمد الدولي | استاد جابر المبارك الصباح |
| الاستيعاب: 60.000       | الاستيعاب: 15.000 (جديد)  |
|                         |                           |

## الطاقم التحكيمي
الحكام
- مصطفى غربال
- عمار محفوظ
- مهند قاسم سراي
- أحمد العلي
- دحان بيدا
- قاسم الخاتمي
- عبد الرحمن الجاسم
- إشتفان كوفاتش
- خالد الطريس
- خليل أوموت ملر
- عمر العلي

الحكام المساعدون
- عبدالله الرويمي
- محمد سلمان
- واثق السويدي
- أحمد عباس
- عبدالهادي العنزي
- سعود المقالح
- طالب المري
- محمد العبكري
- عبدالرحيم الشمري
- جاسم العلي
- محمد الحمادي

الحكم الرابع
- مقران غوراري
- عباس زرهوني
- ابراهيم حمادة
- يوسف يحيى
- ناصر البوسعيدي
- حامد الغافر
- ميرسيا جريجوري
- فيرينكز تونيوجي
- كيرم إرسوي
- إبراهيم تشاغلار أويارجان

حكم الفيديو مساعد
- فو مينغ
- محمود عاشور
- أحمد رستم
- جومبي إيدا
- عبدالله جمالي
- خميس المري
- عبدالله الشهري
- هيثم قيرات
- محمد كاظم

## دور المجموعات
| قواعد كسر التعادل |
| --- |
| تم تحديد ترتيب الفرق في دور المجموعات على النحو التالي: 1. النقاط التي تم الحصول عليها في جميع مباريات المجموعة: - فوز: 3 نقاط - تعادل: 1 نقطة - هزيمة: 0 نقطة 2. النقاط التي تم الحصول عليها بين الفرق المتساوية فيما بينها بالنقاط. 3. فارق الأهداف في جميع مباريات المجموعة. 4. عدد الأهداف المسجلة في جميع مباريات المجموعة. |

كل المباريات بالتوقيت المحلي (ت.ع.م+3).

### المجموعة الأولى
| م | الفريق                   | لعب | ف | ت | خ | أ.له | أ.ع | أ.ف | نقاط | التأهل           |
| - | ------------------------ | --- | - | - | - | ---- | --- | --- | ---- | ---------------- |
| 1 | عمان                     | 3   | 1 | 2 | 0 | 4    | 3   | +1  | 5    | دور خروج المغلوب |
| 2 | الكويت (H)               | 3   | 1 | 2 | 0 | 4    | 3   | +1  | 5    | دور خروج المغلوب |
| 3 | الإمارات العربية المتحدة | 3   | 0 | 2 | 1 | 3    | 4   | −1  | 2    |                  |
| 4 | قطر                      | 3   | 0 | 2 | 1 | 3    | 4   | −1  | 2    |                  |

1. 1 2  نقاط اللعب النظيف: عمان 8–، الكويت 10–
2. 1 2  نقاط اللعب النظيف: الإمارات العربية المتحدة 6–، قطر 14–

| الكويت     | 1–1   | عمان         |
| ---------- | ----- | ------------ |
| - ناصر 34' | تقرير | - 42' الصبحي |

| قطر                | 1–1   | الإمارات العربية المتحدة |
| ------------------ | ----- | ------------------------ |
| - عفيف 17' (ركلة.) | تقرير | - 45+1' الغساني          |

| عمان                     | 2–1   | قطر        |
| ------------------------ | ----- | ---------- |
| - الصبحي 52' 20' (ركلة.) | تقرير | - 2' المعز |

| الإمارات العربية المتحدة | 1–2   | الكويت                  |
| ------------------------ | ----- | ----------------------- |
| - كايو 5'                | تقرير | - 16' دحام - 89' العنزي |

| الكويت     | 1–1   | قطر              |
| ---------- | ----- | ---------------- |
| - دحام 74' | تقرير | - 90+11' مونتاري |

| الإمارات العربية المتحدة | 1–1   | عمان           |
| ------------------------ | ----- | -------------- |
| - الغساني 20'            | تقرير | - 79' المشيفري |

### المجموعة الثانية
| م | الفريق   | لعب | ف | ت | خ | أ.له | أ.ع | أ.ف | نقاط | التأهل           |
| - | -------- | --- | - | - | - | ---- | --- | --- | ---- | ---------------- |
| 1 | البحرين  | 3   | 2 | 0 | 1 | 6    | 4   | +2  | 6    | دور خروج المغلوب |
| 2 | السعودية | 3   | 2 | 0 | 1 | 8    | 6   | +2  | 6    | دور خروج المغلوب |
| 3 | العراق   | 3   | 1 | 0 | 2 | 2    | 5   | −3  | 3    |                  |
| 4 | اليمن    | 3   | 1 | 0 | 2 | 4    | 5   | −1  | 3    |                  |

1. 1 2  نقاط المواجهات المباشرة: البحرين 3، السعودية 0
2. 1 2  نقاط المواجهات المباشرة: العراق 3، اليمن 0

| العراق     | 1–0   | اليمن |
| ---------- | ----- | ----- |
| - حسين 64' | تقرير |       |

| السعودية                          | 2–3   | البحرين                                     |
| --------------------------------- | ----- | ------------------------------------------- |
| - الجوير 73' - الشهري 86' (ركلة.) | تقرير | - 19' عبد الجبار - 38' الحميدان - 76' مرهون |

| اليمن                    | 2–3   | السعودية                                       |
| ------------------------ | ----- | ---------------------------------------------- |
| - الزبيدي 8' - صبارة 27' | تقرير | - 30' كنو - 57' (ركلة.) الجوير - 90+3' الحمدان |

| البحرين        | 2–0   | العراق |
| -------------- | ----- | ------ |
| - مدن 38'، 47' | تقرير |        |

| العراق    | 1–3   | السعودية                                 |
| --------- | ----- | ---------------------------------------- |
| - علي 64' | تقرير | - 57' (ركلة.) الدوسري - 81'، 86' الحمدان |

| البحرين       | 1–2   | اليمن                              |
| ------------- | ----- | ---------------------------------- |
| - الرميحي 62' | تقرير | - 41' (هـ.ذ.) الختال - 88' الزبيدي |

## دور خروج المغلوب
- يتم اللجوء إلى الوقت الإضافي وركلات الجزاء الترجيحية لتحديد الفائز في حال استمرار التعادل.

### القوس
|  | نصف النهائي                                  | نصف النهائي |                                           |   | النهائي | النهائي |
|  |                                              |             |                                           |   |         |         |
|  | 31 ديسمبر 2024 – مدينة الكويت (جابر المبارك) |             |                                           |   |         |         |
|  |                                              |             |                                           |   |         |         |
|  | عمان                                         | 2           |                                           |   |         |         |
|  | عمان                                         | 2           | 4 يناير 2025 – مدينة الكويت (جابر الأحمد) |   |         |         |
|  | السعودية                                     | 1           |                                           |   |         |         |
|  | السعودية                                     | 1           | عمان                                      | 1 |         |         |
|  | 31 ديسمبر 2024 – مدينة الكويت (جابر الأحمد)  |             | عمان                                      | 1 |         |         |
|  |                                              | البحرين     | 2                                         |   |         |         |
|  | البحرين                                      | البحرين     | 2                                         | 1 |         |         |
|  | البحرين                                      |             |                                           | 1 |         |         |
|  | الكويت                                       | 0           |                                           |   |         |         |
|  | الكويت                                       | 0           |                                           |   |         |         |

### نصف النهائي
| عمان                         | 2–1   | السعودية  |
| ---------------------------- | ----- | --------- |
| - العلوي 74' - البوسعيدي 85' | تقرير | - 87' كنو |

| البحرين     | 1–0   | الكويت |
| ----------- | ----- | ------ |
| - مرهون 75' | تقرير |        |

### النهائي
| عمان           | 1–2   | البحرين                                   |
| -------------- | ----- | ----------------------------------------- |
| - المشيفري 17' | تقرير | - 78' (ركلة.) مرهون - 80' (هـ.ذ.) المسلمي |

## الهدافون
عدد الأهداف المُسجلة  41 هدفًا  في 15 مباراة، بمتوسط 2.73 هدفًا في المباراة الواحدة.
3 أهداف
- محمد مرهون
- عصام الصبحي
- عبد الله الحمدان

هدفان
- علي مدن
- محمد دحام
- عبد الرحمن المشيفري
- مصعب الجوير
- محمد كنو
- يحيى الغساني
- هارون الزبيدي

هدف
- مهدي عبد الجبار
- مهدي الحميدان
- محمد سعد الرميحي
- مهند علي
- أيمن حسين
- معاذ العنزي
- يوسف ناصر
- أرشد العلوي
- علي البوسعيدي
- أكرم عفيف
- المعز علي
- محمد مونتاري
- سالم الدوسري
- صالح الشهري
- كايو كانيدو
- عبد المجيد صبارة

هدف ذاتي
- إبراهيم الختال (ضد اليمن)
- محمد المسلمي (ضد البحرين)

## الترتيب النهائي
| مركز                          | فريق                     | لعب | ف | ت | خ | نقاط | أ.له | أ.ع | ف.أ |
| ----------------------------- | ------------------------ | --- | - | - | - | ---- | ---- | --- | --- |
| 1                             | البحرين                  | 5   | 4 | 0 | 1 | 12   | 9    | 5   | +4  |
| 2                             | عمان                     | 5   | 2 | 2 | 1 | 8    | 7    | 6   | +1  |
| تم إقصائهم من دور نصف النهائي |                          |     |   |   |   |      |      |     |     |
| 3                             | السعودية                 | 4   | 2 | 0 | 2 | 6    | 9    | 8   | +1  |
| 4                             | الكويت                   | 4   | 1 | 2 | 1 | 5    | 4    | 4   | 0   |
| تم إقصائهم من دور المجموعات   |                          |     |   |   |   |      |      |     |     |
| 5                             | العراق                   | 3   | 1 | 0 | 2 | 3    | 2    | 5   | -3  |
| 6                             | اليمن                    | 3   | 1 | 0 | 2 | 3    | 4    | 5   | -1  |
| 7                             | الإمارات العربية المتحدة | 3   | 0 | 2 | 1 | 2    | 3    | 4   | -1  |
| 8                             | قطر                      | 3   | 0 | 2 | 1 | 2    | 3    | 4   | -1  |

## القنوات الناقلة
الشرق الأوسط
| الدولة                   | الناقل                                         | المصدر |
| ------------------------ | ---------------------------------------------- | ------ |
| البحرين                  | البحرين الرياضية                               | [ 6 ]  |
| العراق                   | الرياضية العراقية الرابعة الرياضية             | [ 6 ]  |
| الكويت                   | الكويت الرياضية                                | [ 6 ]  |
| سلطنة عمان               | عمان الرياضية                                  | [ 6 ]  |
| قطر                      | الكاس                                          | [ 6 ]  |
| السعودية                 | إس إس سي                                       | [ 6 ]  |
| الإمارات العربية المتحدة | أبو ظبي الرياضية دبي الرياضية الشارقة الرياضية | [ 6 ]  |

أمريكا الشمالية
| البلد            | الناقل       | المصدر                    |
| ---------------- | ------------ | ------------------------- |
| الولايات المتحدة | إي إس بي إن+ | Arabian Gulf Cup on ESPN+ |